# Tisová (ort i Tjeckien, Plzeň)
Tisová är en ort i Tjeckien.   Den ligger i regionen Plzeň, i den västra delen av landet, 130 km väster om huvudstaden Prag. Tisová ligger 500 meter över havet och antalet invånare är 471.
Terrängen runt Tisová är platt åt nordost, men åt sydväst är den kuperad.Runt Tisová är det ganska glesbefolkat, med 34 invånare per kvadratkilometer. Närmaste större samhälle är Tachov, 6,6 km nordväst om Tisová. Omgivningarna runt Tisová är en mosaik av jordbruksmark och naturlig växtlighet.